# Basso di Murky

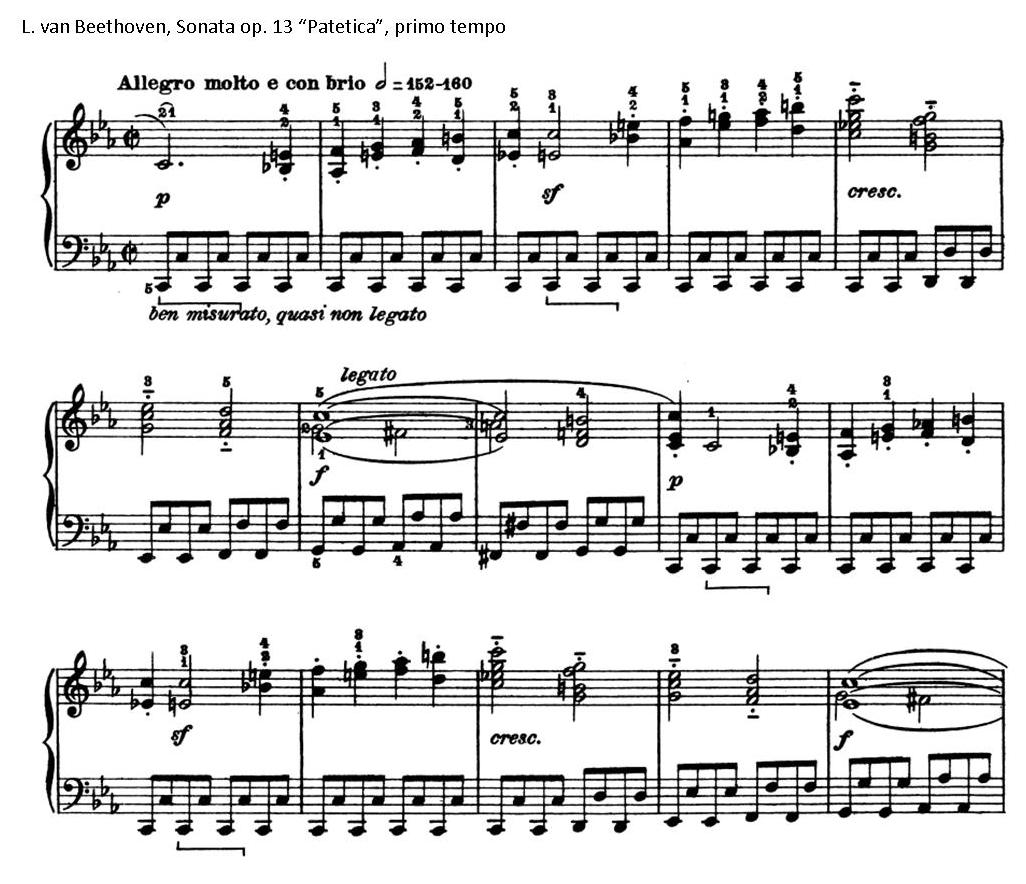
Basso di Murky nella Patetica di Beethoven

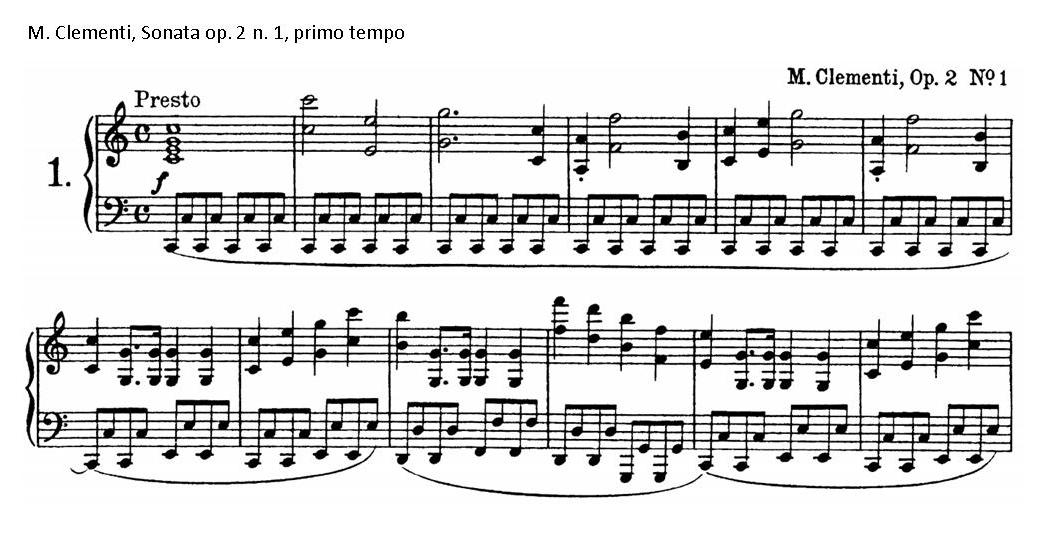
Basso di Murky nella Sonata op. 2 n. 1 Muzio Clementi

Il  basso di Murky /ˈmurki/ (a volte nella letteratura più antica Murcky, Murzky, Mourqui) è un tipo di accompagnamento in uso soprattutto nella musica per tastiera e consistente in un tremolo di note alterne separate da un'ottava. Ciò gli vale anche il nome di basso a ottave spezzate.

## Etimologia
Il nome Murky è la corruzione tedesca del polacco Murcki /ˈmurʦki/, toponimo della località da cui l'accompagnamento trae origine in apparenza. Sembra in realtà che lo stile derivi dalla musica popolare secentesca della Slesia e dei Tatra, che impiegava al basso la basetla e il basy, strumenti ad arco simili rispettivamente al violoncello e al contrabbasso ma accordati per ottave, così da rendere comoda la tecnica. Il nome non è in uso in Polonia.

## Diffusione
Lo stile fiorì negli anni '30 del XVIII secolo e fu a lungo praticato nella scrittura per pianoforte anche nell'Ottocento. Un tipico esempio è nella Patetica di Beethoven, al primo movimento (Allegro molto e con brio), nella parte della mano sinistra. Altri esempi si trovano nelle sonate per pianoforte di Muzio Clementi. Prima di tali esempi di prestigio, nel Settecento, alcuni teorici tedeschi avevano denigrato la tecnica bollandola di dilettantismo.